# Чжан Линфу
Чжан Линфу́ (кит. трад. 張靈甫, упр. 张灵甫, пиньинь Zhāng Língfǔ; 20 августа 1903 — 16 мая 1947) — высокопоставленный генерал Китайской национально-революционной армии, участник гражданской войны, Северного похода, войны центральных равнин и Второй японо-китайской войны. Выпускник Академии Вампу.

## Биография
Чжан Линфу родился 20 августа 1903 года в крестьянской семье недалеко от Чанъани (ныне Сиань), провинция Шэньси. Имя при рождении — Чжунлинь.
В 1913 году в десятилетнем возрасте Чжан был принят в уездную начальную школу в Чанъани, там же поступил в среднюю школу. В годы учебы в средней школе любимыми предметами Чжана были китайский язык, китайская поэзия и история, помимо этого, он был весьма одаренным каллиграфом.
В 1921 году Чжан Линфу, успешно выдержав вступительные экзамены, поступил в первое педагогическое училище в Чанъани. После окончания училища некоторое время проработал учителем в начальной школе.
В 1924 году поступил на исторический факультет Пекинского университета, однако через некоторое время был вынужден отказаться от продолжения учебы из-за высокой платы за обучение. В то время студенческое движение в Пекине было особенно активно, и Чжан Линфу также участвовал в нем.
В 1924 году Чжан отправился с некоторыми другими студентами на юг, где поступил в Академию Вампу, его сокурсниками стали Ду Юймин, Линь Бяо, Ли Ми, Фан Ханьцзе, Цю Цинцюань. После окончания Академии в октябре 1926 года принял участие в Северном походе.
В 1930 году принял участие в войне центральных равнин.
В 1936 году Чжан Линфу заподозрил свою вторую жену У Хайлань в неверности и застрелил ее. За это преступление Чан Кайши приговорил его к десяти годам тюрьмы. Отсидев меньше года в нанкинской тюрьме, Чжан был освобожден и направлен на фронт, так как началась Вторая японо-китайская война.
В ходе Второй японо-китайской войны участвовал в обороне Шанхая и Нанкина. За успехи в службе в феврале 1945 года Чжан Линфу было присвоено звание генерал-майора.
После окончания войны Чжан в третий раз женился, его супругой стала Ван Юйлин, студентка университета.
После победы над японцами противоречия между Гоминьданом и КПК значительно усилились, даже несмотря на неоднократно проводимые переговоры. В июне 1946 года Чжан Линфу вступил в должность командующего 74-й дивизии, по совместительству был назначен начальником гарнизона Нанкина.
В мае 1947 года 74-я дивизия под командованием Чжан Линфу была разделена на 2 части в районе Мэнлянгу, горного района в провинции Шаньдун. Без запасов еды и воды Чжан Линфу вместе с товарищами оказался в окружении коммунистов под командованием маршала Чэнь И и генерала Су Юя. Битва при Мэнлянгу продолжалась 3 дня, с 13 мая по 16 мая 1947 года, это сражение стало одной из самых ярких побед коммунистов в ходе второго этапа гражданской войны. Чжан Линфу не смог вырваться из окружения, потому что подкрепление не успевало прибыть вовремя. В результате, 74-я дивизия была полностью разгромлена, а сам Чжан Линьфу погиб 16 мая 1947 года.
Однако обстоятельства смерти Чжана до сих пор остаются предметом споров. В предсмертной записке, адресованной Чан Кайши, Чжан писал: «Более 100 тысяч разбойников набросились на нас, сегодня обстановка на поле боя стала еще хуже, боеприпасы закончились, нет ни подкрепления, ни воды, ни еды, но мы сражаемся до конца». В той же записке Чжан обратился к жене, отцу и детям, поэтому некоторые эксперты утверждают, что он мог покончить жизнь самоубийством.